# Dinle (альбом)
Dinle (в переводе с тур. — «Послушай») — девятый студийный альбом и 17-я запись турецкого певца Махсуна Кирмизигюлья, выпущенная 2 июня 2006 год. В этом альбоме содержится 15 песен. На момент выхода этого альбома Махсуну, было 37 лет.

## Об альбоме
Махсун, на презентации рассказал, что сам альбом является шуткой. В этом альбоме, есть красивые песни, также включает в себя беды любви и ненависть, страсть, любви и симпатии с бедным слоем общества. Видеоклип на песню «Dinle» был снят в Анталье, в гареме. Видеоклип на песню «Gül Senin Tenin» (в переводе с тур. — «Цветок твоего тела») снимали на Сейшельских островах, а видеоклип на песню «Azar Azar» снят в Анкаре.

## Список композиций[2]
1. Dinle — 4:11
2. Dönmeyeceğim — 4:22
3. Sevemem — 3:53
4. Gül Senin Tenin — 3:07
5. Azar Azar — 5:15
6. Sevdiğim — 3:26
7. Zarar Olsan — 3:53
8. Yalansa — 3:52
9. Bu Şehir Senden Yana (Elen) — 3:08
10. Çorbaya Taş Katanlar — 3:06
11. Uzaktayım — 3:52
12. Ellerin Kadınısın — 4:16
13. Diyarbekir’in İçinde — 3:27
14. Felek — 4:33
15. Dinle (Ragga Versiyon) — 3:39

## Клипы
| Название        | Видеоряд                                              |
| --------------- | ----------------------------------------------------- |
| Dinle           | Архивная копия от 14 марта 2018 на Wayback Machine    |
| Azar Azar       | Архивная копия от 18 января 2020 на Wayback Machine   |
| Gül Senin Tenin | Архивная копия от 22 сентября 2016 на Wayback Machine |